# Quasi-zweijährige Schwingung

Zeit-Höhen-Plot des monatlich und zonal gemittelten Zonalwindes u zwischen 1981 und 1991 in Äquatornähe. Westwinde sind rot, Ostwinde blau dargestellt und die Nulllinie ist schwarz eingezeichnet. Der Höhenbereich entspricht etwa 20 bis 35 km. Datenquelle: FU Berlin

Die quasi-zweijährige Schwingung (kurz: QBO vom englischen „quasi-biennial oscillation“), auch quasi-biennale Oszillation, ist eine quasi-periodische atmosphärische Welle des zonalen Windes in der äquatorialen Stratosphäre der Erde.

## Auftreten
Sie zeigt sich in einer Höhe von rund 16 bis 40 Kilometern mit einem Maximum bei circa 20 bis 25 Kilometern Höhe und ist durch eine Ost-West-Windumkehr geprägt. Die Periode schwankt dabei seit Beginn der Beobachtungen im Jahr 1953 zwischen 22 und 34 Monaten, wobei die mittlere Periode 27 Monate beträgt. Ihre Ostwindphase hält in den oberen Schichten länger und in den unteren Schichten kürzer an als ihre Westwindphase. Die Ostwinde sind hierbei stärker als die Westwinde ausgeprägt, wobei diese eine Stärke von −30 m/s (Ostwind) bis +15 m/s (Westwind) aufweisen.
In der Westwindphase verstärkt sich der Polarwirbel und der Jet-Stream, mit mehr Atlantiktiefs und mildem Westwetter für Europa.
Ende 2015 – Mitte 2016 trat der Wechsel erstmals seit Beginn der Beobachtungen nicht auf. Die Ursache für die Unterbrechung ist, Stand August 2016, unbekannt.

## Forschungsgeschichte
Bei Aufstiegen von Pilot- und Registrierballons beobachtete der deutsche Meteorologe Arthur Berson 1908 während seiner aerologischen Ostafrikaexpedition in der unteren Stratosphäre westliche Winde. Das stand im Widerspruch zur Annahme, dass am Äquator in dieser Höhe stabile Ostwinde vorherrschen, wie sie nach dem Ausbruch des Krakatau 1883 anhand der Zugrichtung seiner Rauch- und Staubwolke beobachtet worden waren. Dieses Rätsel blieb zunächst ungelöst, bis im Rahmen des Internationalen Geophysikalischen Jahres Ende der 1950er Jahre Radiosondenstationen in Äquatornähe eingerichtet wurden. Erste Datenanalysen wiesen auf die Existenz eines oszillierenden zonalen Windes hin. Die Theorie der QBO wurde ab 1968 von Richard Lindzen und James Reed Holton (1938–2004) aufgestellt.

## Bedeutung
Die QBO spielt eine wichtige Rolle in Bezug auf die Auswirkungen der Variabilität der Sonnenaktivität auf die Erdatmosphäre und somit auch für das globale Klima.
Über den Polarwirbel und das Überschlagen der synoptischen Wellen des Jet-Streams (Ostwindphasen) korreliert die QBO vermutlich mit kurzfristigeren Perioden von Arktischer (AO) und Nordatlantischer Oszillation (NAO) und ist in die globalen Zusammenhänge der Telekonnektion eingebunden.
Ostwindphasen der QBO fallen oft mit plötzlichen stratosphärischen Erwärmungen, einem schwächeren atlantischen Jetstream und kalten Wintern in Nordeuropa und im östlichen Teil der USA zusammen. Im Gegensatz dazu fallen Westwindphasen der QBO oft mit milden Wintern im östlichen Teil der USA und einem starken atlantischen Jetstream mit milden, nassen Wintern in Nordeuropa zusammen. Damit spielt die QBO wie viele stratosphärische Effekte eine wichtige Rolle bei der Optimierung von Wettervorhersagemodellen.